# تپه عزیز گلو
تپه عزیز گلو مربوط به دوران‌های تاریخی پس از اسلام است و در شهرستان آبیک، روستای زرگر واقع شده و این اثر در تاریخ ۱۷ اسفند ۱۳۸۱ با شمارهٔ ثبت ۷۵۴۵ به‌عنوان یکی از آثار ملی ایران به ثبت رسیده است.